# ويرنر فرايس
ويرنر فرايس (بالألمانية: Werner Friese)‏ مواليد 30 مارس 1946 في درسدن - الوفاة 28 سبتمبر 2016، كان لاعب كرة قدم ألماني كان يلعب كحارس مرمى. سبق له أن لعب في كأس العالم لكرة القدم مع منتخب بلاده.

## المسيرة الاحترافية

### أندية لعب لها
- لوكوموتيف لايبزيغ
- ساتشسين لايبزيغ

## روابط خارجية
- ويرنر فرايس على موقع الاتحاد الدولي (مؤرشف)  (الإنجليزية)
- ويرنر فرايس على موقع قاعدة بيانات كرة القدم.إي يو (الإنجليزية)
- ويرنر فرايس على موقع عالم كرة القدم.نت (الإنجليزية)